# Mary L. Kirchoff
Mary Lynn Kirchoff (Lake Geneva, 1959) è una scrittrice statunitense, autrice di numerosi romanzi del genere fantasy, nota principalmente per quelli scritti per l'universo narrativo di Dragonlance e per la sua collaborazione in veste di curatrice editoriale con la TSR.
Oltre ad avervi lavorato come scrittrice è stata anche a capo della sezione libri della Wizards of the Coast. Nella sua carriera ha scritto 49 opere ed è stata tradotta in 9 lingue diverse

## Carriera
Inizia la carriera nel campo ludico divenendo redattore della rivista Polyhedron, pubblicazione ufficiale della RPGA (Roleplaying Gamers Association). La collaborazione con la TSR, editore della rivista, prosegue con la cura della grafica editoriale di Dragon e la collaborazione nella rivista di fantascienza Ares (poi inglobata in Dragon).
Sempre con la TSR inizia a pubblicare diversi libri, sia per la collana di librogame Endless Quest che per l'universo narrativo di Dragonlance, di cui realizzerà anche alcune pubblicazioni non legate alla narrativa. Successivamente viene assunta come capo dipartimento della sezione narrativa della TSR. 
Nel settembre 1985 si sposa con il game designer Steve Winter, anche lui collaboratore della TSR.
Dopo alcuni anni come collaboratrice dell'editore di Lake Geneva, sia freelance che dipendente, intervallati da periodi di allontanamento dal lavoro per seguire la gravidanza e i figli, decide di ritirarsi momentaneamente dalla professione, per dedicarsi alla famiglia. Ritorna a collaborare con la TSR dopo l'acquisizione da parte della Wizards of the Coast, ottenendo in poco tempo il ruolo di capo della divisione pubblicitaria della nuova azienda. Lascerà la Wizards nel 2004.
Dai primi mesi del 2007 è la vice presidente della casa di produzione di videogiochi 38 Studios/Green Monster Games.

## Pubblicazioni

### Dragonlance
- La dannazione di Kendermore (titolo originale Kendermore, edizione USA novembre 1989, traduzione di Elena Colombetta), Armenia Editore, aprile 1991, ISBN 88-344-0468-8
- L'ordalia di Flint (con Douglas Niles, titolo originale Flint the King, edizione USA 1990, traduzione Saulo Bianco), Armenia Editore, gennaio 1993, ISBN 88-344-0524-2
- Il vagabondo (con Steve Winter, titolo originale Wanderlust, edizione USA settembre 1991, traduzione Nicoletta Spagnol), Armenia Editore, gennaio 1994, ISBN 88-344-0562-5
- The Black Wing, Wizards of the Coast, settembre 1993, ISBN 1560766506 (inedito in Italia)

#### Trilogia Defenders of Magic
- Night of the Eye, Wizards of the Coast, aprile 1994, ISBN 1-56076-840-1
- The Medusa Plague, Wizards of the Coast, ottobre 1994, ISBN 1-56076-905-X
- The Seventh Sentinel, Wizards of the Coast, agosto 1995, ISBN 0-7869-0117-9

### Altre pubblicazioni

#### Serie Endless Quest
Serie di librogame pubblicata dalla TSR e ambientate negli universi narrativi prodotti per i suoi giochi di ruolo, come Dungeons & Dragons, Gamma World, Star Frontiers, ecc..). In Italia alcuni volumi sono stati pubblicati sotto il titolo Avventure infinite per la Garden Editoriale.
- Light on Quests Mountain (12' volume della serie), scritto con James M. Ward, agosto 1983, ISBN 0-88038-055-1
- Knight of Illusion (33' volume della serie), giugno 1986, ISBN 0-88038-284-8
- Vision of Doom (35' volume della serie), dicembre 1986, ISBN 0-88038-307-0

#### Serie Amazing Stories
Altra serie di librogame pubblicata dalla TSR, dopo che aver acquisito l'omonima rivista di fantascienza.
- Portrait in Blood (3' volume della serie), ottobre 1985, ISBN 0-88038-258-9